# Jenikowo
Jenikowo – wieś owalnica w Polsce, położona w województwie zachodniopomorskim, w powiecie goleniowskim, w gminie Maszewo, przy drodze wojewódzkiej nr 106 Rzewnowo - Stargard - Pyrzyce. 
We wsi parafialny neogotycki kościół rzymskokatolicki pw. św. Józefa Oblubieńca NMP, murowano-drewniany z XVIII-XIX w. z drewnianą wieżą z 1722.
W latach 1975–1998 miejscowość administracyjnie należała do województwa szczecińskiego.